# وپنکولم
وپنکولم (به انگلیسی: Veppankulam) یک روستا در هند است که در Pattukkottai Taluk واقع شده‌است.

## خصوصیات
وپنکولم ۱٬۴۷۴ نفر جمعیت دارد.